# Zamarada justa
Zamarada justa är en fjärilsart som beskrevs av Claude Herbulot 1979. Zamarada justa ingår i släktet Zamarada och familjen mätare. Inga underarter finns listade i Catalogue of Life.